# آمورنسین

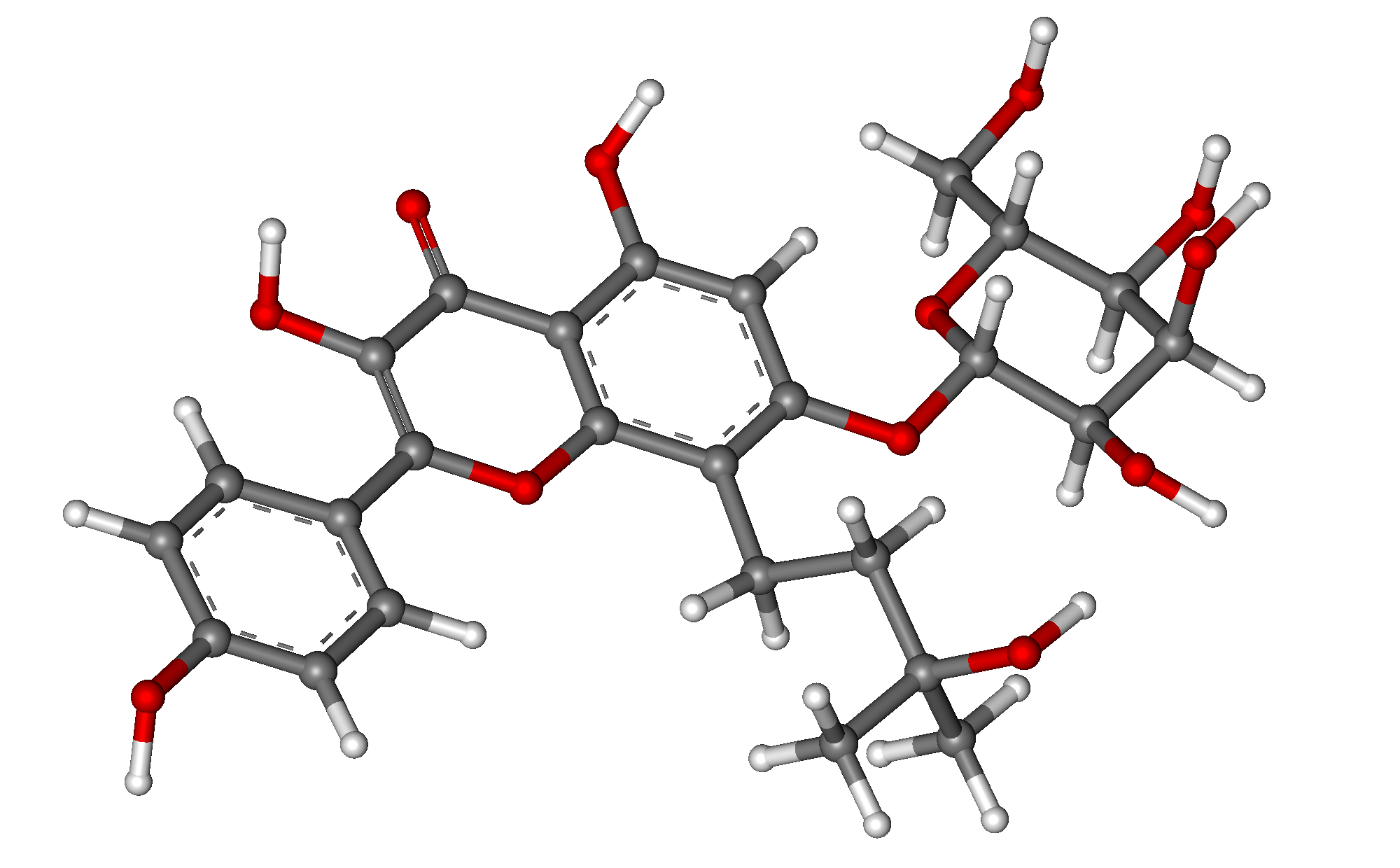
آمورنسین

آمورنسین (به انگلیسی: Amurensin (flavonol)) با فرمول شیمیایی C۲۶H۳۰O۱۲ یک ترکیب شیمیایی با شناسه پاب‌کم ۵۳۱۸۱۵۶ است. که جرم مولی آن ۵۳۴٫۵۰ گرم بر مول می‌باشد.